# 趙璧 (成化壬辰進士)
趙璧（1441年—？），字藺完，雲南雲南府昆明縣人，民籍。明朝政治人物。進士出身。

## 生平
成化七年（1471年）辛卯科雲南鄉試第二名。成化八年（1472年）壬辰科會試第四十七名，殿試登進士第二甲第六十二名。歷官南京刑部郎中，弘治三年（1490年）正月贬江西吉安府通判。弘治十二年（1499年）七月由廣東韶州府同知升四川按察司佥事。丁憂服闋，十七年八月復除湖廣佥事，正德四年（1509年）四月升四川副使，十一月以年老致仕。著《茶花谱》及诗文集。

## 家族
曾祖父趙敬仁。祖父趙誠，曾任知縣。父亲趙震。